# یانوش دوم
یانوش دوم یا یانوش ژیگموند ساپویائی (مجاری: II. János یا Szapolyai János Zsigmond زادهٔ ۱۸ ژوئیه ۱۵۴۰– مرگ ۱۴ مارس ۱۵۷۱) پادشاه مجارستان و اولین پرنس ترانسیلوانی بود. او پسر یانوش یکم بود که در خردسالی بعد از درگذشت پدر به پادشاهی رسید؛ ولی ابتدا ادارهٔ امور بر عهدهٔ مادرش ایزابلا یاگیلونکا بود. او مورد حمایت سلطان سلیمان عثمانی قرار گرفت.

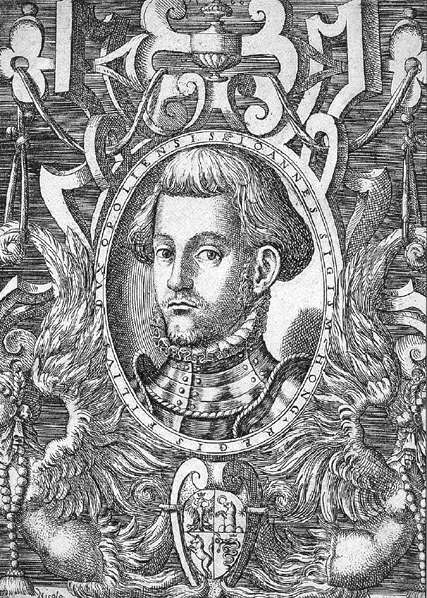
یانوش دوم، اولین پرنس ترانسیلوانی

## حکمرانی
ساپویائی در دهه ۱۵۶۰ ضد هابسبورک که متعلق به کلیسای کاتولیک بود، مجموعه‌ای از مباحث الهیاتی همسو با اصلاحات را آغاز کرد و خود از کاتولیک به لوتریانیسم و بعد به کالوینیسم گروید. او با تصویب فرمانی مبنی بر نکته «ایمان هدیه خداوند»، محدودیت‌های مذهبی را فراتر از استانداردهای اروپایی در اواخر قرن شانزدهم لغو کرد. ساپویائی سرانجام به‌عنوان پادشاه منتخب مجارستان در معاهده۱۵۷۰ اشپیر کنار گذاشته‌شد و در جایگاه پرنس ترانسیلوانی و فرمانروای بخش‌هایی از پادشاهی مجارستان حکومت کرد. پس از درگذشت او بدون وارث ایشتوان باتوری معتقد به کلیسای کاتولیک جانشین او شد.

## دیدگاه عثمانی

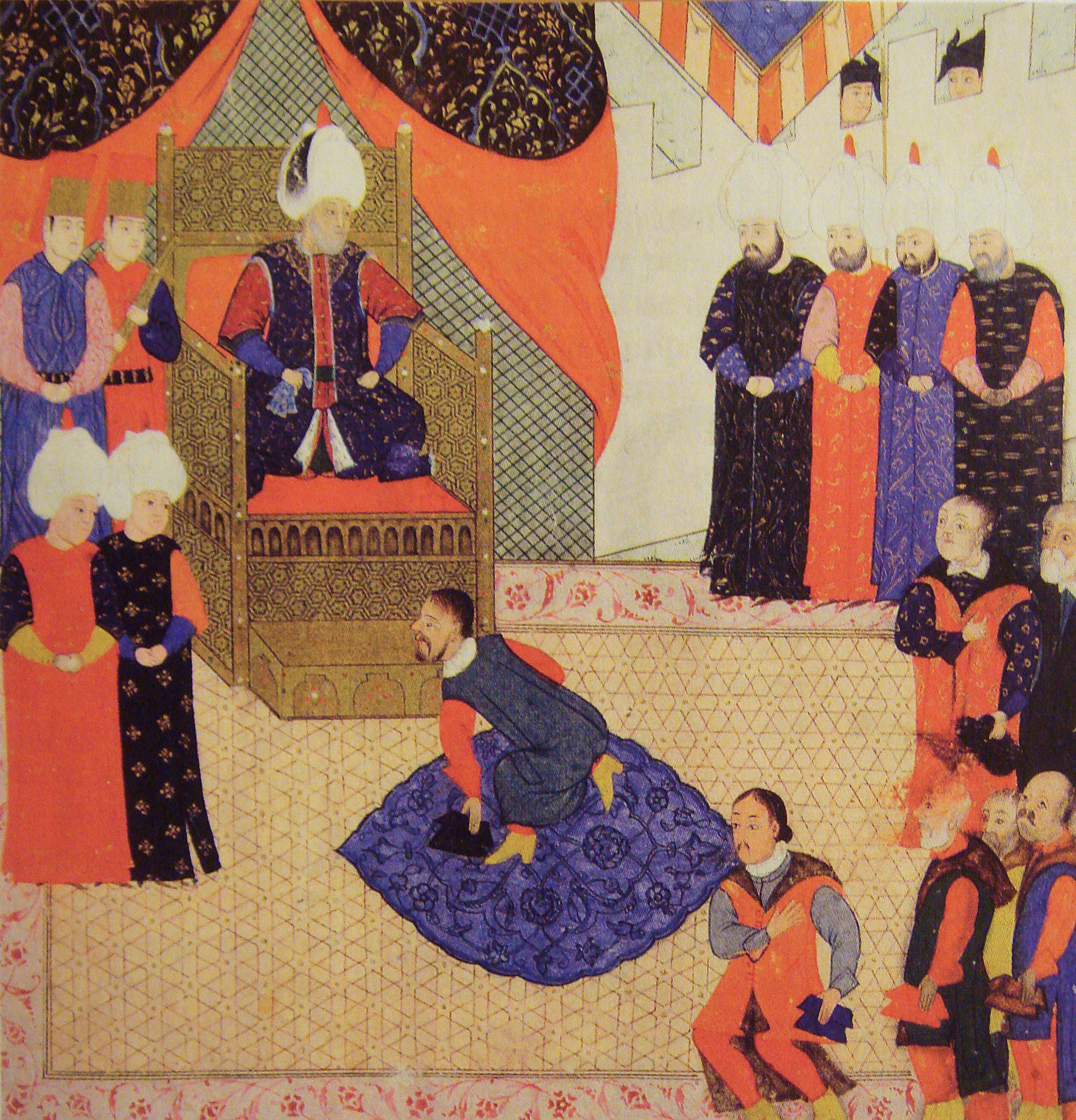
ادای وفاداری به سلیمان قانونی
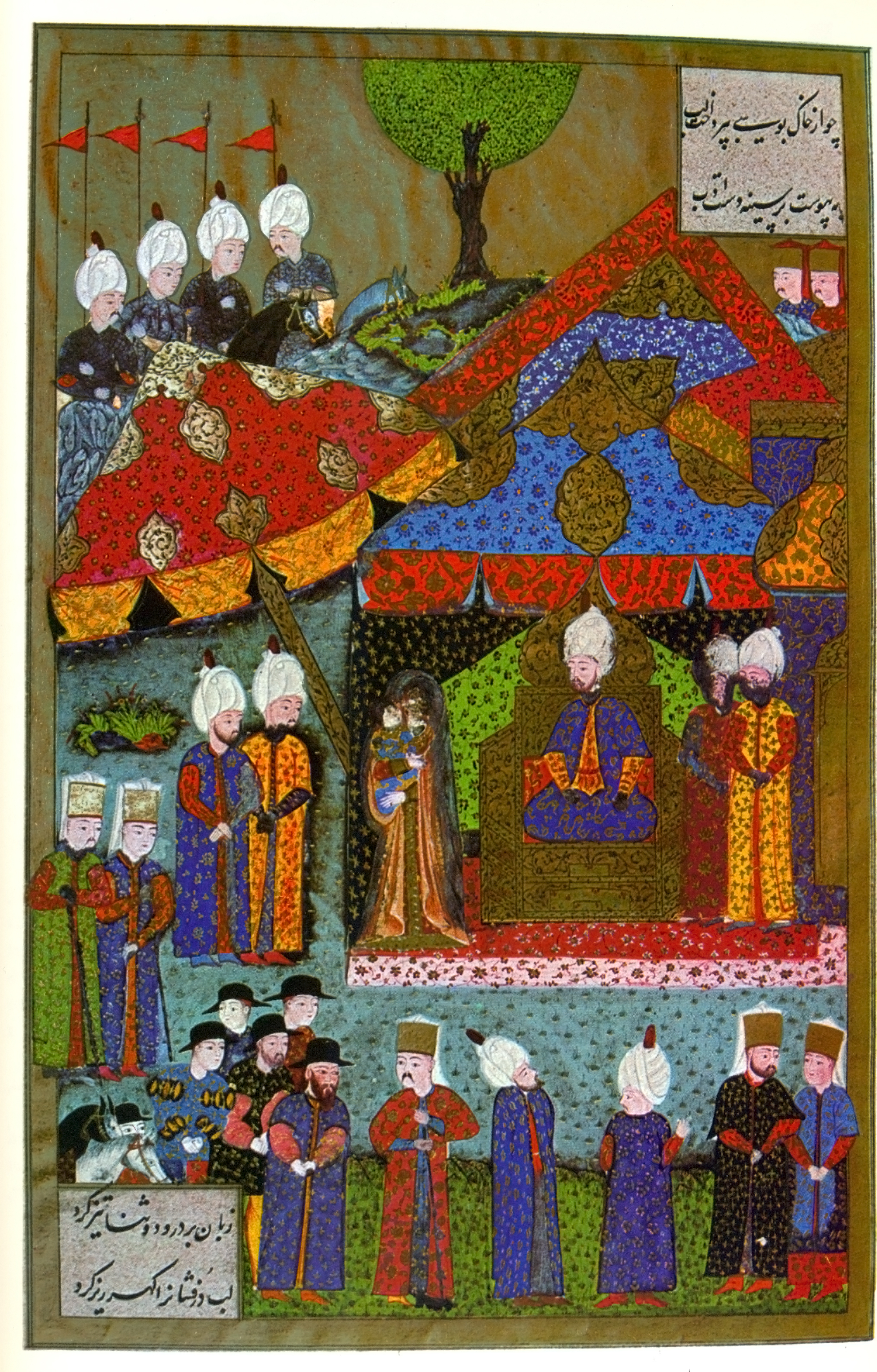
ملکه ایزابلا و یانوش در دربار سلیمان